# Artikel 193 van de Belgische Grondwet
Artikel 193 van de Belgische Grondwet bepaalt de kleuren van de Belgische vlag en legt het Belgische rijkswapen vast met als wapenspreuk Eendracht maakt macht.

## Tekst
De Belgische Natie kiest als kleuren rood, geel en zwart, en als rijkswapen de Belgische Leeuw met de kenspreuk EENDRACHT MAAKT MACHT.
— Artikel 193 van de Belgische Grondwet.

## Commentaar

De Belgische vlag.

Het Belgische rijkswapen.

Dit grondwetsartikel legt drie Belgische symbolen vast. Het gaat om:
- de nationale vlag;
- het rijkswapen;
- en de nationale wapenspreuk.

Aanvankelijk keurde het Nationaal Congres op 4 februari 1831 het ontworpen artikel goed dat luidde: "La nation belge adopte les couleurs rouge, jaune et noir." Enkel de kleuren van de Belgische vlag zouden hierbij grondwettelijk worden vastgelegd.
Hoewel de Belgische Grondwet de kleuren vermeldt in de volgorde rood, geel en zwart, is het gebruik gegroeid om de Belgische vlag op te maken met de volgorde zwart, geel en rood. Als rijkswapen werd de Belgische Leeuw gekozen, met de kenspreuk Eendracht maakt macht. Eerder had het Voorlopig Bewind in een besluit van 23 januari 1831 dezelfde kleuren vastgelegd in dezelfde volgorde. Het had tevens bepaald dat de kleuren verticaal dienen te staan.
Het grondwettelijk vastleggen van het rijkswapen en de wapenspreuk Eendracht maakt macht (Frans: L'union fait la force; Duits: Einigkeit macht stark) was aanvankelijk niet voorzien in het voorstel van de Grondwetscommissie.  Op 7 februari 1831, net voor het aannemen van de Grondwet door het Nationaal Congres, diende Charles-Ghislain Vilain XIIII evenwel nog een amendement in om de enige zin in het ontworpen artikel te verlengen met de woorden "et pour armes du Royaume le Lion Belgique avec la légende: L'UNION FAIT LA FORCE." Dit amendement werd aangenomen, waardoor het huidige artikel 193 GW in zijn definitieve redactie werd opgesteld.
De wapenspreuk Eendracht maakt macht staat zowel in het Nederlands als in het Frans in gulden letters verwerkt in de muur van de plenaire vergaderzaal van de Kamer van volksvertegenwoordigers, tevens de plek waar het Nationaal Congres zitting hield in 1830 en 1831.
Na de Tweede Wereldoorlog stelde Kamerlid Ernest Demuyter voor om de vlag van Belgisch-Congo op te nemen in de Belgische vlag, en het grondwetsartikel daarom te wijzigen als volgt: Belgische Natie voert als kleur: rood; geel en zwart, met bovenaan in het zwart gedeelte, tegen den vlaggestok, de blauwe vlag van Congo met de gouden ster, en als Rijkswapen, den Belgischen Leeuw met de spreuk "Eendracht maakt macht". Het voorstel werd niet in overweging genomen door de Kamer van volksvertegenwoordigers, aangezien men een wijziging van de Grondwet tijdens het regentschap niet opportuun achtte.
Decreten met grondwettelijke waarde: Decreet Belgische Onafhankelijkheidsverklaring · Decreet eeuwige uitsluiting Oranje-Nassau

Grondwettelijke principes: constitutionele monarchie · parlementaire democratie · ministeriële verantwoordelijkheid · scheiding der machten

Grondwetsherzieningen en staatshervormingen: 1831: Afkondiging van de Grondwet · 1893: Algemeen meervoudig stemrecht voor mannen · 1921 : Algemeen enkelvoudig stemrecht voor mannen mannen · 1948 : Algemeen enkelvoudig stemrecht voor mannen en vrouwen · 1970: eerste staatshervorming · 1980: tweede staatshervorming · 1988-1989: derde staatshervorming · 1993: vierde staatshervorming · 1994: Coördinatie · 2001: vijfde staatshervorming · 2011-2012: zesde staatshervorming